# Diagnostická stezka zdraví
Diagnostická stezka zdraví je netradiční okružní naučná stezka, která se nachází východně od obce Bělá v okrese Opava v pohoří Opavská pahorkatina v Moravskoslezském kraji.

## Další informace
Stezka, která byla postavena v roce 2018, nabízí alternativní využití volného času v přírodě spojené s prověřením vlastní fyzické kondice. Diagnostická stezka zdraví začíná na levém břehu Píšťského potoka u Priessnitzových koupelí a Křesťanského labyrintu, poblíž pramene Židlo. Pokračuje po obvodu lesa Pavlačka a zhruba po 0,65 km, tj. přibližně v polovině trasy, dosahuje nejvyššího místa stezky, kde je turistický přístřešek a výhled do krajiny. Na naučné stezce jsou umístěny kameny s citáty významných osobností, které turistu vedou k přemýšlení. Délka stezky je cca 1,29 km. Stezku zřídila obec Bělá za podpory Nadace OKD.
V blízkosti se také nachází populární Pstruží farma Bělá.

## Galerie

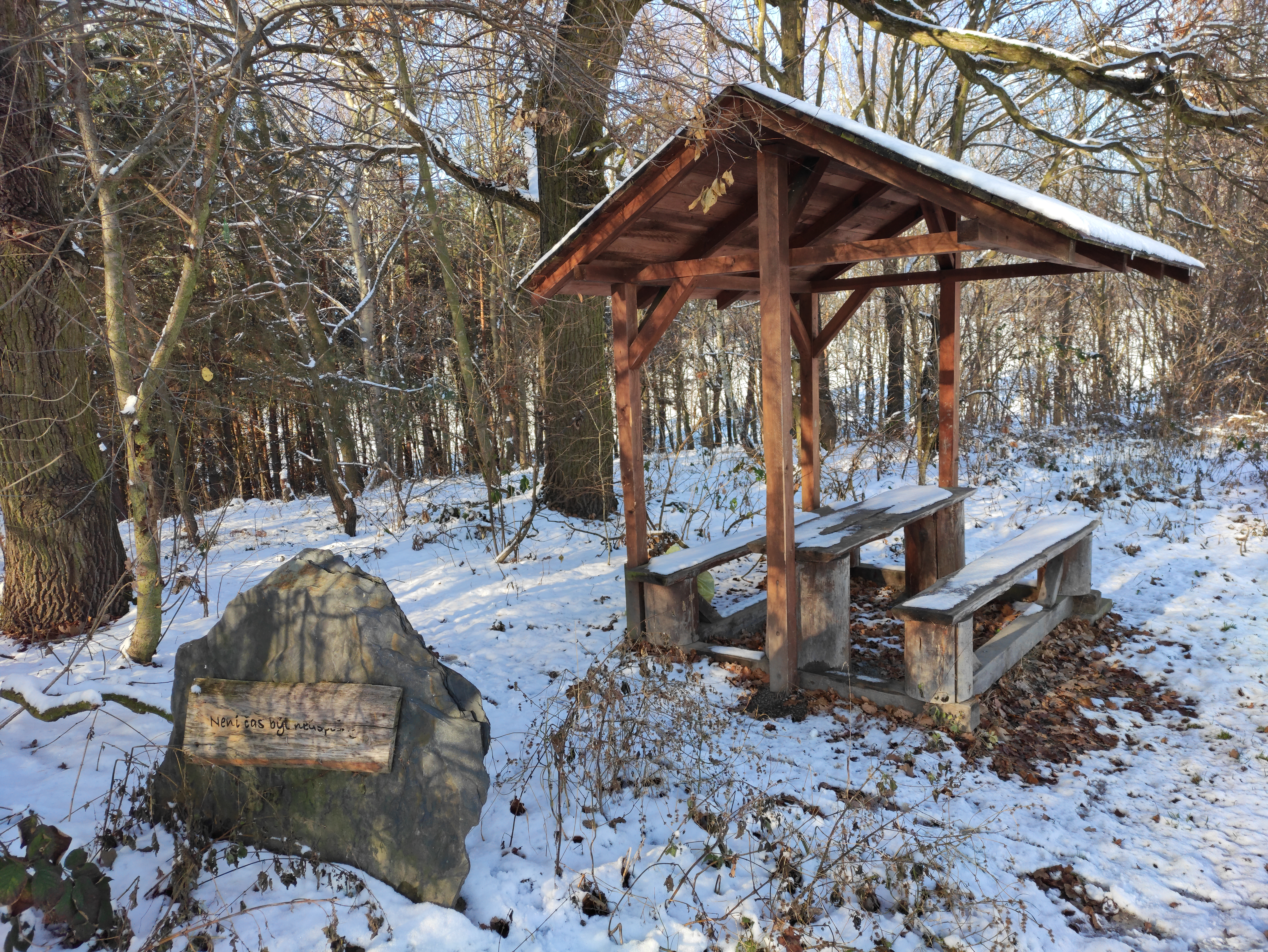
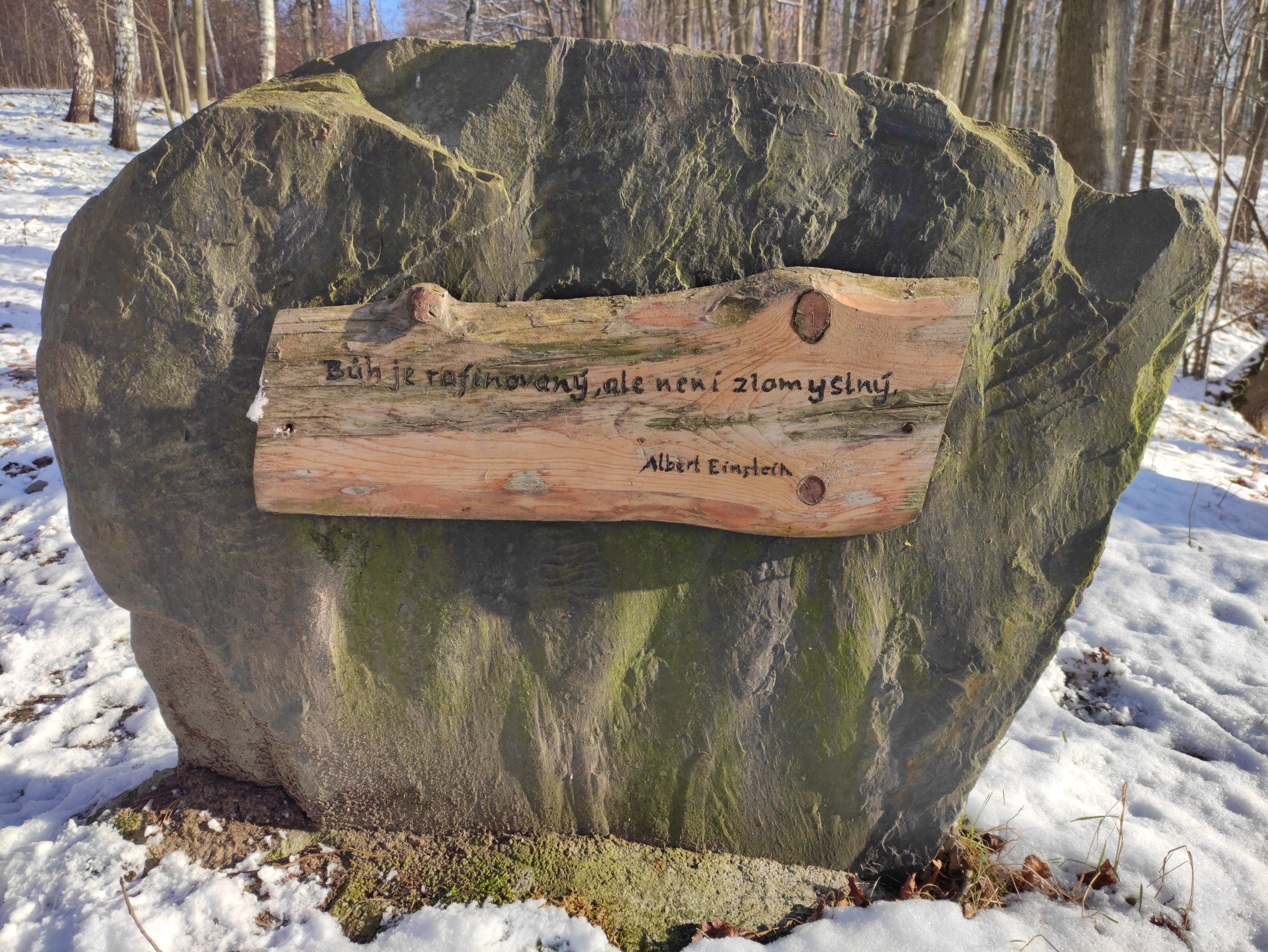